# グリーゼ581g
座標:  15h 19m 27s, −07° 43′ 19″

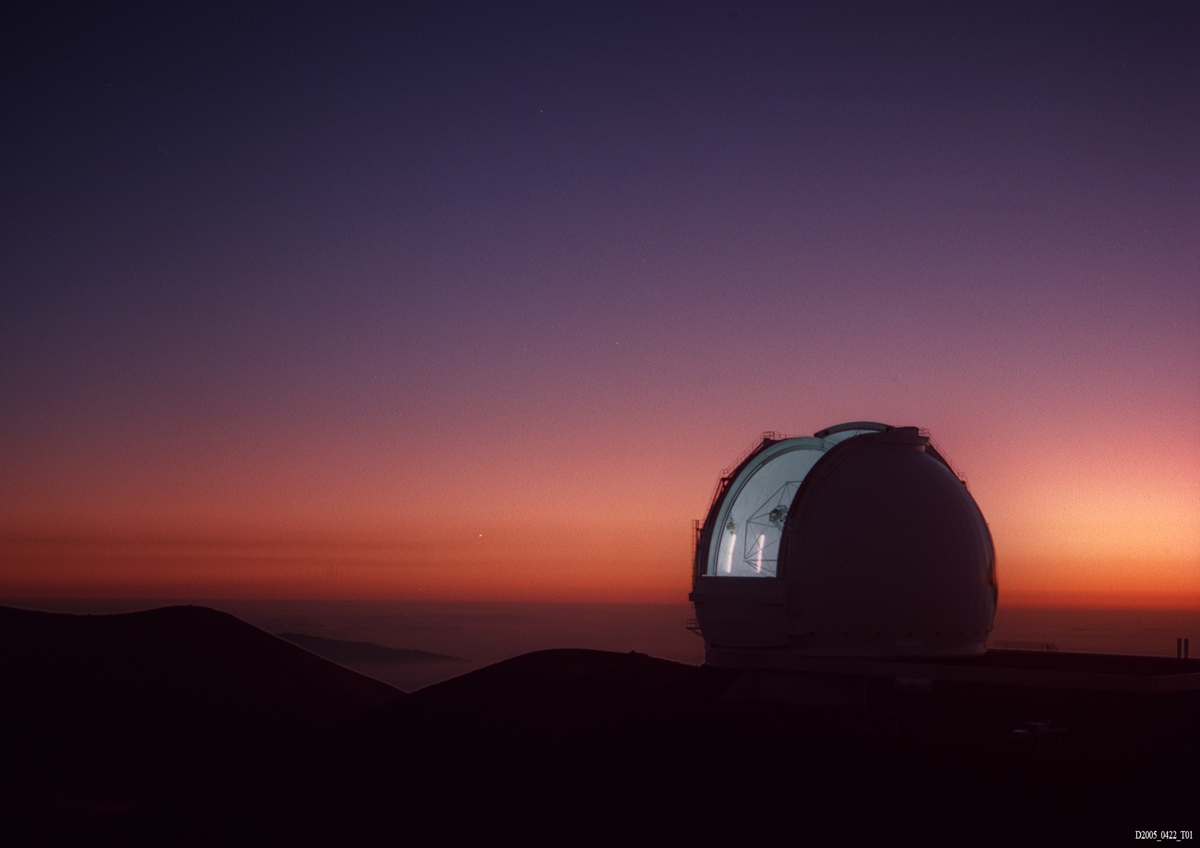
グリーゼ581gを発見したW・M・ケック天文台

グリーゼ581g(英:Gliese 581g)または、GJ 581gとは地球から見ててんびん座の方向に約20光年先にある赤色矮星グリーゼ581を公転している未確認の太陽系外惑星である。グリーゼ581系では6番目の惑星である。その存在はリック・カーネギー太陽系外惑星サーベイによって2010年に報告された。しかし、ヨーロッパ南天天文台のHARPSでは惑星の存在を確認することはできなかった。
グリーゼ581gはグリーゼ581のハビタブルゾーンのほぼ中央を公転していることで注目されている。ハビタブルゾーンにあるため、表面は-31℃から-12℃という液体の水が存在できる温度になっており、生命が存在できる環境を保てていると考えられている。少なくとも地球の2.2倍の質量を持つスーパーアースとされている。グリーゼ581gはくじら座τ星eが発見されるまでは地球に最も近い、生命が存在できる惑星だとされてきた。また、地球を1とした時の、地球に対してどれだけ組成が似ているかを表したEarth Similarity Indexの値は翌年にグリーゼ667Ccが発見されるまでは最高の0.76であった。

## 発見
グリーゼ581gはカリフォルニア大学のスティーブン・ボーグト率いるチームがリック・カーネギー太陽系外惑星サーベイによって発見された。発見には惑星の重力によって起きる恒星の揺れを観測するドップラー分光法(視線速度法)が用いられ、ケック天文台の観測機器HIRESとラ・シヤ天文台、HARPSの計11年以上に及ぶ、122回の観測で発見された。通常、グリーゼ581gほど質量が軽い惑星をドップラー分光法で観測することは極めて困難だが、主星のグリーゼ581自体が太陽の0.31倍の質量しかないスペクトル型M3Vの非常に小型の恒星のため、質量が小さな惑星でも大きな揺れが観測できるためであると考えられる。
グリーゼ581系には以前からb、c、d、eの4つが発見されていたが、それらの惑星の影響による視線速度のデータを全体から引いてもfとgによる視線速度があったため、存在は確実視された。しかし、後にfのものと思われた445日周期の信号とgのものと思われた37日周期の信号がHIRESのデータにしか見られない、HIRESとHARPSだけでは確実に惑星の存在を断定できないなどの研究結果がアストロフィジカルジャーナルで公開された。研究チームはグリーゼ581gを発見者のスティーブン・ボークトの妻の名前にちなみ、Zarminaと呼んでいるが、国際天文学連合の命名規則にしたがって、公式な認可はされていない。

### HARPSによる新たな観測
グリーゼ581gの発見の公表から2週間後、HARPSの6年半に及ぶ観測結果を解析した結果、fとgの存在を示す観測結果は確認できなかったとジュネーブ天文台のFrancesco Pepeらのチームが報告した。これに対して発見者のボーグトは「私は我々が正確に、そして、正直に不確実性を報告して、このデータを提供しなければいけないだけの情報を得ている、という責任が重い仕事をしたと確信している。私は、このデータを独立して分析している誰でも同じ結論に至ると確信していると思っている。」と述べている。
2つのグループの研究結果の違いは、計算において装われる惑星の軌道要素に由来する可能性がある。天文学者のSara Seagerはスイスのチームが発表した惑星の否定的な主張は軌道離心率が高いことに基づいているが、ボーグトは軌道離心率0の円形の軌道を仮定している。リック・カーネギー太陽系外惑星サーベイの主任研究員ポール・バトラーは「私は1、2年の時間スケールで、この問題を解決させなければならないと思っている。」と述べた。太陽系外惑星エンサイクロペディアではグリーゼ581gは「未確認の惑星」に分類された。

### 更なる研究と深まる存在の疑問視
2012年に観測結果の再分析が行われ、ボーグトはグリーゼ581gがグリーゼ581から0.13AU離れた軌道を32日で公転している地球の2.2倍以上の質量を持つ。4%以下ではあるが、存在しない可能性があると結論付けた。
2014年にはdも存在しない可能性が指摘された。さらにこの研究でポール・ロバートソンらのチームはグリーゼ581gの存在がグリーゼ581dの軌道離心率に依存すると結論付けたドップラー分光法では主星のスペクトルの変化で惑星が存在するか確認するが、グリーゼ581gの場合、スペクトルの変化があまりにも小さかった。また、ロバートソンはボーグトやバトラーの分析には説得力がなく、恒星が揺れるパターンの存在自体も疑わしいと主張した。しかし、ロバートソンのチームは観測結果に誤りはなく、恒星の揺れと思われたパターンは惑星ではなく磁場の揺らぎ、いわゆる黒点の可能性が高いとした。グリーゼ581の自転周期は約130日だが、グリーゼ581d(公転周期:66.671±0.948日)とgの公転周期のそれぞれ2倍と4倍に近い値になる。そして、ロバートソンらのチームが磁場の揺らぎの影響のみで恒星の揺れのパターンを補正するとdとgの存在を示す恒星の揺れのパターンが完全に消滅することが明らかとなった。そのため、現在ではグリーゼ581gが存在する可能性はかなり低いとされている。

## 特徴
グリーゼ581gは恒星から0.13AU離れた軌道を約32日で公転している。質量は少なくとも地球の2.2倍の質量を持ち、仮に水と岩石で構成されている場合、半径は地球の1.3倍から1.5倍となる。この値はグリーゼ581gが地球と同じく岩石で構成された岩石惑星である可能性が高いことを示す。表面の重力の強さは地球の1.1倍から1.7倍と推測されており、表面に大気を維持するには十分な強さである。

## 居住可能性
グリーゼ581gは恒星の近くを公転しているため、潮汐力で自転が固定されていると思われる。そのため、地球に対して常に同じ面を向ける月のように、恒星に対して同じ面を向けているとされている。また、潮汐力によって自転軸がほぼ傾いていない可能性もあり、その場合、恒星に向いている面では永久に昼間、向いていない面では永久に夜が続き、場所によって環境や温度が大きく異なってしまい、生命が存在していくには過酷な環境になってしまう。たとえ存在したとしても生存できるのは昼夜の境界線付近のみとなる。

### 周期的な信号
発見直後、グリーゼ581系から周期的な信号が届いていることが確認された。インターネット上ではグリーゼ581gに住む地球外知的生命体が発したものだと話題となった。しかし、すぐにこの信号はグリーゼ581系ではなく、グリーゼ581系の背後に16700光年離れた場所にある球状星団から発せられていたことが判明し、誤報であることが分かった。

## 画像

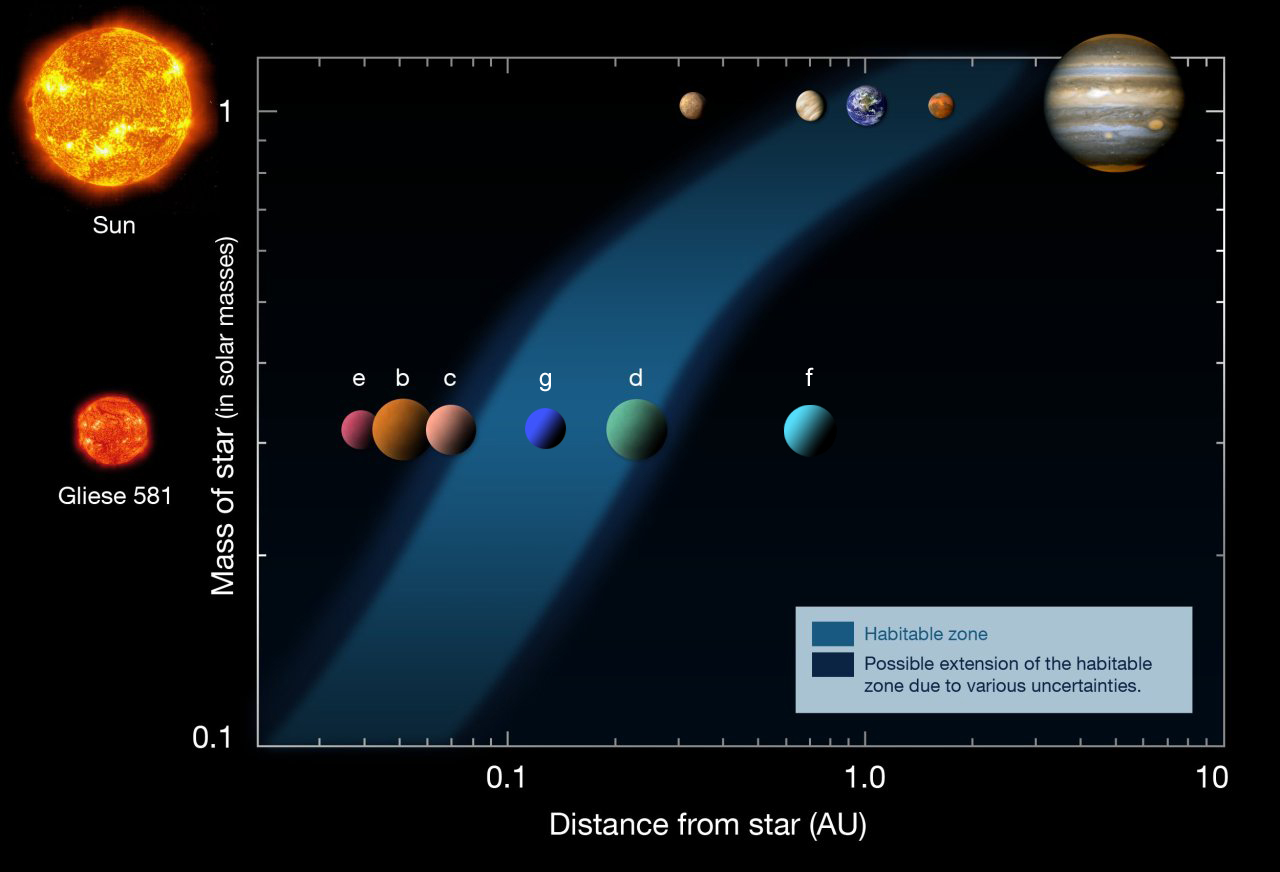
太陽系とグリーゼ581系のハビタブルゾーンの位置の比較